# Fats Navarro
    Fats, Fat Girl (Key West, 1923. szeptember 24. – New York, 1950. július 7.), amerikai dzsessztrombitás.

## Pályafutása
Részben kubai, részben afrikai, illetve kínai származású volt. Hatévesen kezdett zongorázni, majd tizenhárom évesen trombitálni kezdett. Gyermekkori barátja volt Al Dreares dobos. Elvégezte a Douglass High Schoolt, és csatlakozott egy tánczenekarhoz, amely a Közép-Nyugat felé tartott.
Értékes tapasztalatokra tett szert különböző zenekarokkal turnézva, köztük Snookum Russell együttesével, ahol megismerkedett J. J. Johnsonnal.
1946-ban New Yorkban telepedett le, ahol karrierje beindult. Találkozott és játszott többek között Charlie Parkerral. Játszott Andy Kirk, Billy Eckstine, Benny Goodman és Lionel Hampton nagyzenekaraiban, valamint combókban vett részt Kenny Clarke, Tadd Dameron, Eddie "Lockjaw" Davis, Coleman Hawkins, Illinois Jacquet, Howard McGhee és Bud társaságában.

### Halála
Az egészségi állapot lassan romlott. 1950. július 1-jén kórházba került, és öt nappal később, július 6-án, 26 éves korában tuberkulózis és heroinfüggőség következtében hunyt el New Yorkban. Utolsó fellépése Charlie Parkerrel volt. A New Jersey-beli Linden temetőjében a 414-es számú jelöletlen sírba temették el. 2002 szeptemberében barátai és a családtagok kopjafát állítottak sírjára. Linden polgármestere a napot Fats Navarro Day-nek nyilvánította. A gyászünnepség Linden Gimnázium Kórusa szerepelt.

## Albumok
- 1946: Be Bop Boys
- 1949: Anthropology
- 1951: Memorial: Fats – Bud – Klook – Sonny – Kinney
- 1952: New Trends of Jazz
- 1952: New Sounds of Modern Music
- 1997: Bebop Boys (Indigo)
- 1943-1950: The Fats Navarro Collection

## Díjak
- 1982: Down Beat Hall of Fame